# Thước đo góc
Thước đo góc hay còn gọi là thước đo độ là một dụng cụ hình tròn, bán nguyệt hoặc vuông thường làm bằng nhựa dẻo trong suốt dùng đo góc. Hầu hết các thước đo góc dùng đơn vị độ (°).
Thước đo góc ứng dụng nhiều trong cơ khí là kỹ thuật nhưng đặc biệt thường xuyên sử dụng trong trường học. Thước đo góc thường phẳng, tuy nhiên một số loại công phu có thêm hai cần xoay giúp đo góc chính xác hơn.

## Hình ảnh

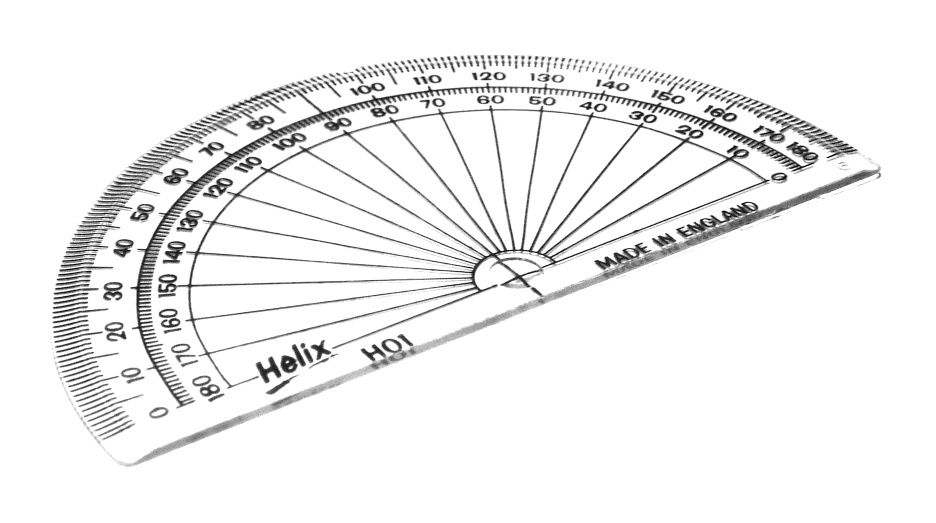
Thước đo góc (180 độ).
Thước đo góc (360 độ)
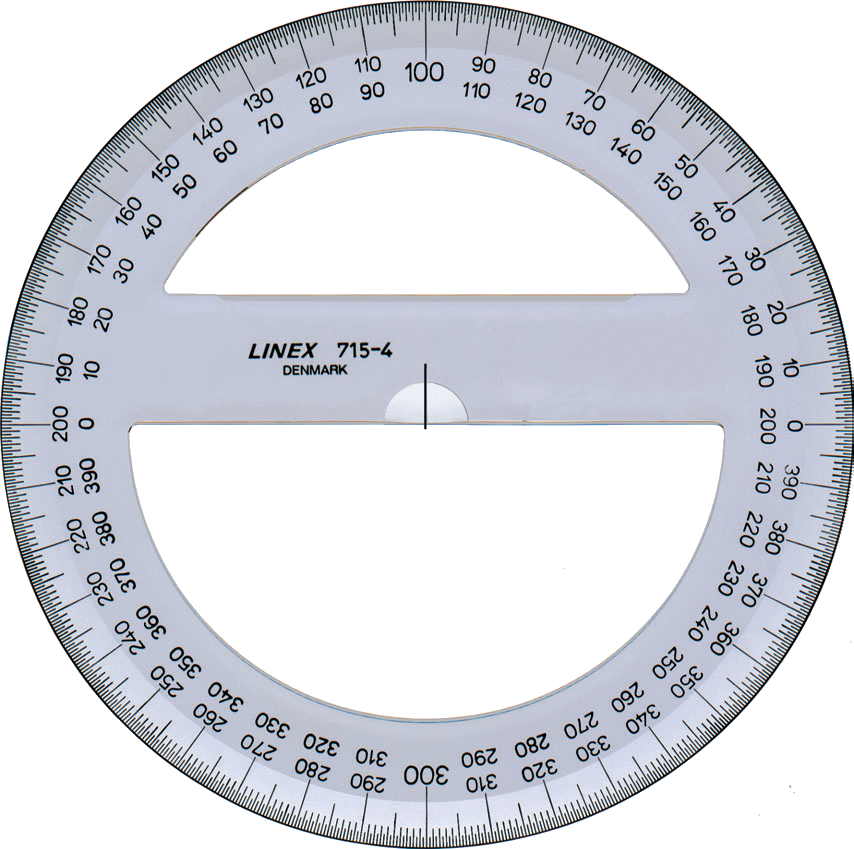
A 400g thước dùng đơn vị grads.
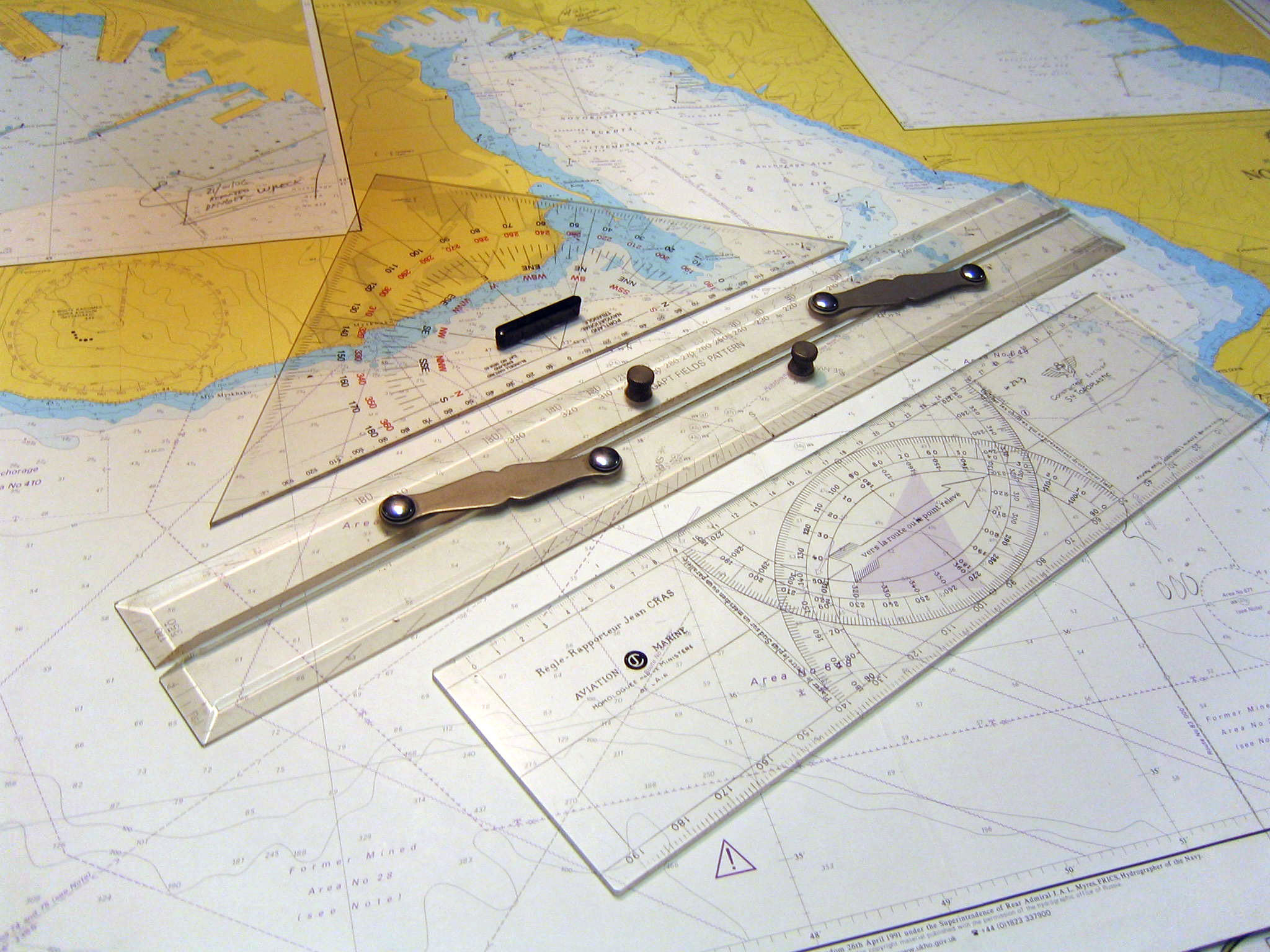
một thước đo độ đôi "Cras Navigation Plotter".
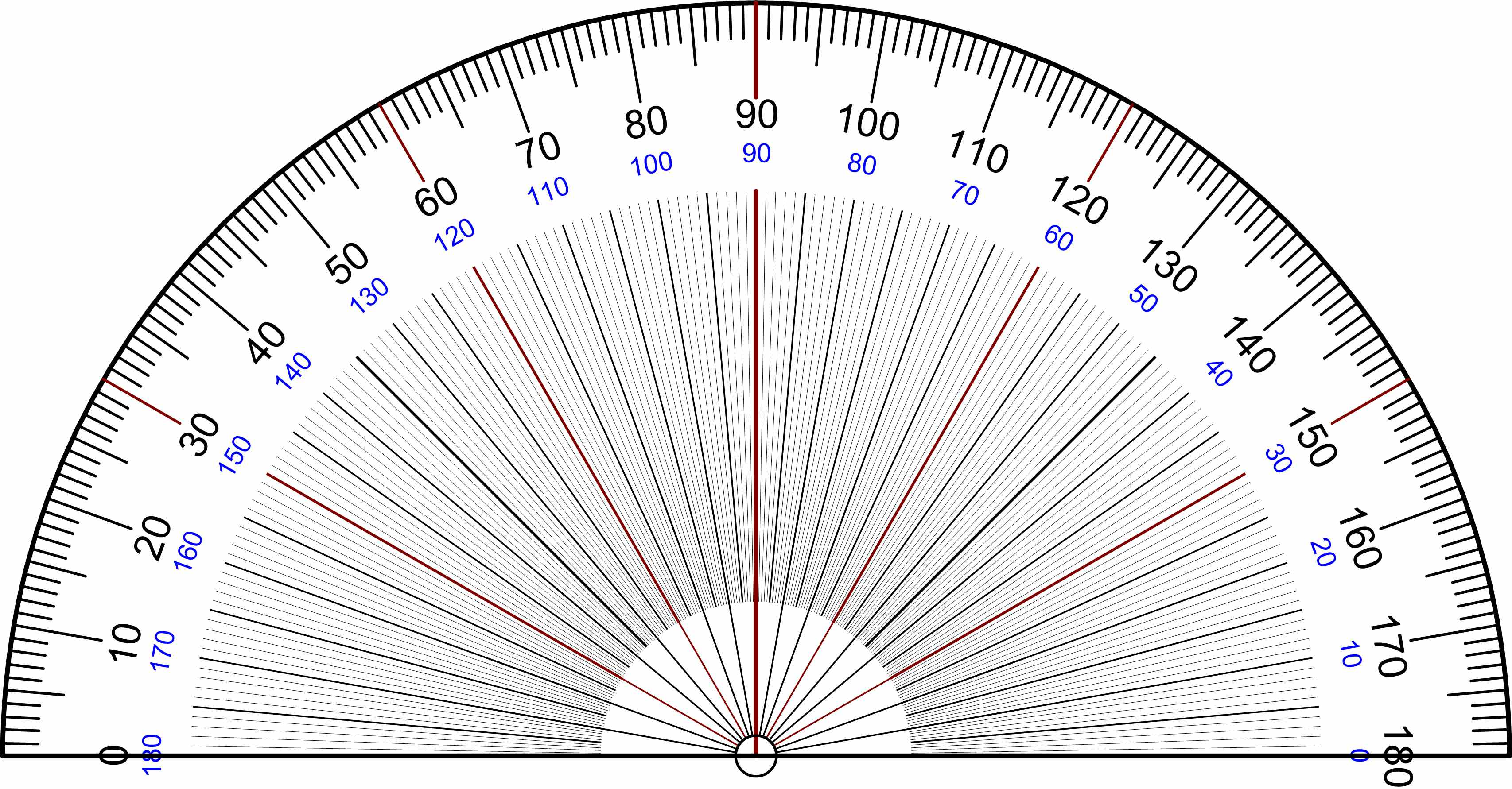
Thước đo góc nửa tròn(180 độ).

## Cách sử dụng

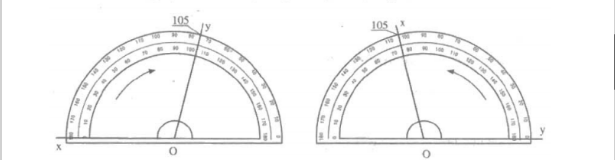
Đọ góc bằng thước đo góc (loại 180 độ)

Để đo một góc bằng thước đo góc, ta đặt thước sao cho tâm của thước trùng với đỉnh của góc và một cách của góc đi qua vach số 0 trên thước. Cạnh kia đi qua vạch nào thì đó là số đo của góc.
Trên thước đo góc thường ghi các số đo ở 2 vòng cung theo 2 chiều ngược nhau để việc đo góc được thuận tiện